# Reserva natural Alam-Pedja
La  Reserva Natural Alam-Pedja  (en estonio: Alam-Pedja looduskaitseala) es la mayor reserva natural en Estonia. Es una vasta área silvestre que cubre 342 km² y consiste en un complejo de 5 grandes turberas separadas por ríos no regulados, su área de inundación y extensos bosques. La reserva natural tiene como objetivo proteger diversos ecosistemas y especies raras, principalmente a través de la preservación del desarrollo natural de los bosques y los pantanos y asegurando el manejo continuo de los pastizales semi-naturales inundables. 
Alam-Pedja está situada en el centro de Estonia al noreste de Lago Võrtsjärv, en una zona de tierras bajas llamada la Cuenca Võrtsjärv. Abarca más de tres condados -  Tartu,  Jõgeva y  Viljandi. El área tiene una densidad de población humana especialmente baja, comparable a la del lobo, el oso y el lince.
La reserva natural se estableció en 1994. Se reconoce como un humedal de importancia internacional en virtud de la Convención de Ramsar y desde 2004 es un sitio designado como Natura 2000.
El nombre Alam-Pedja, que se traduce como Lower-Pedja, proviene de la ubicación de la reserva natural en los tramos más bajos del Río Pedja.

## Historia

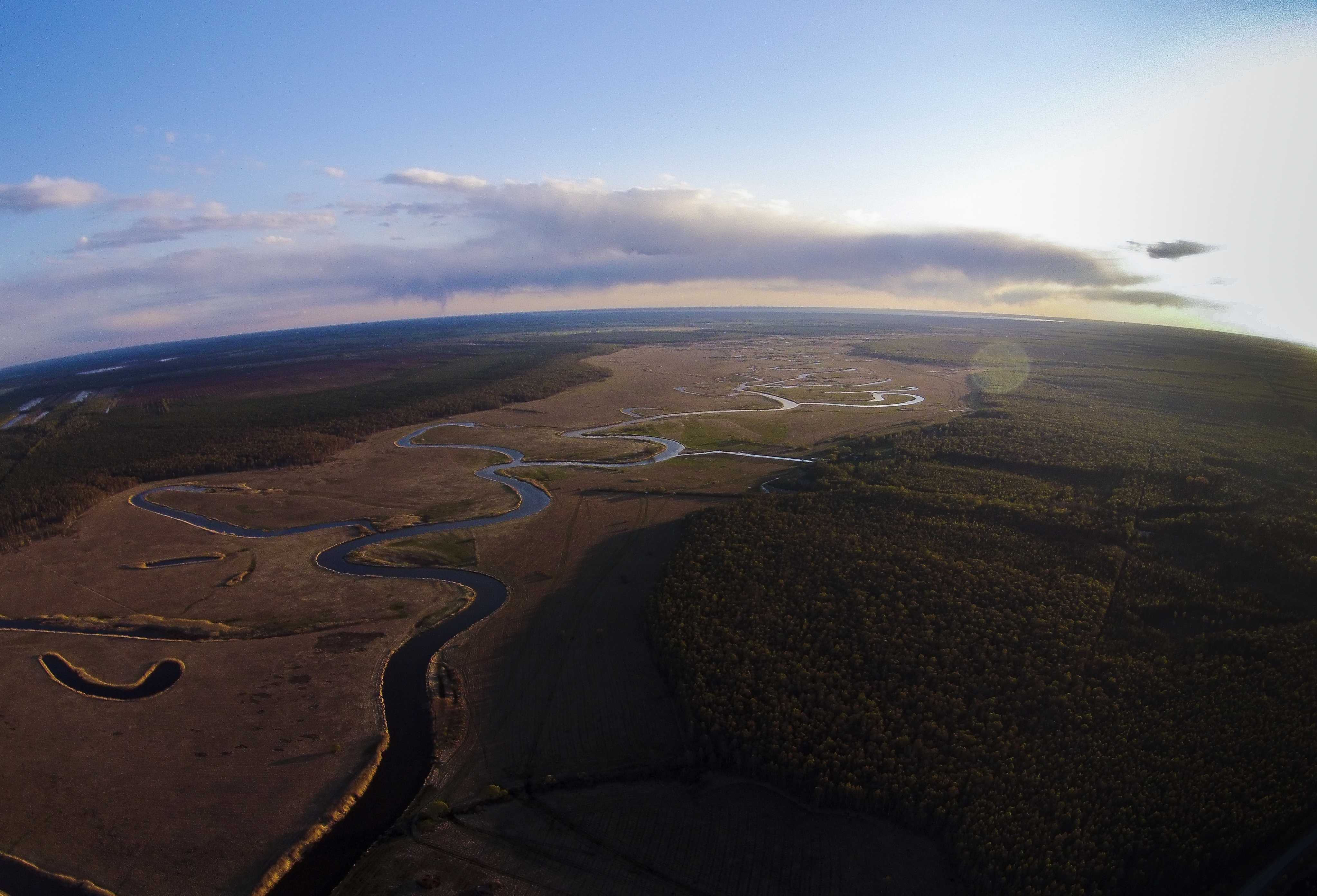
La Reserva vista desde el aire

Los primeros habitantes humanos llegaron al área de la actual reserva natural en la Edad de Piedra. Se establecieron asentamientos permanentes en las orillas del lago Big Võrtsjärv, antecesor del lago actual, que cubría grandes áreas de tierras bajas al norte y noreste. La pesca fue la principal ocupación que atrajo a los habitantes de esta zona durante siglos.
Las actividades humanas influyeron más en el área en el siglo XIX, cuando el interés en utilizar sus recursos naturales (principalmente madera y peces) creció significativamente. El principal impulsor de la explotación de los grandes bosques de la zona era la industria del vidrio, que necesitaba enormes cantidades de leña. El primer taller de vidrio se estableció en Utsali en 1760. A principios del siglo XIX, la fabricación de vidrios y espejos Võisiku o Rõika-Meleski en las orillas del río Põltsamaa, cerca de la frontera occidental de la actual reserva natural, era la mayor empresa industrial de Estonia. Empleando alrededor de 540 personas en 1820.  Después de la Primera Guerra Mundial, la mayoría de las fábricas de vidrio se cerraron y se detuvo la tala intensiva de bosques.

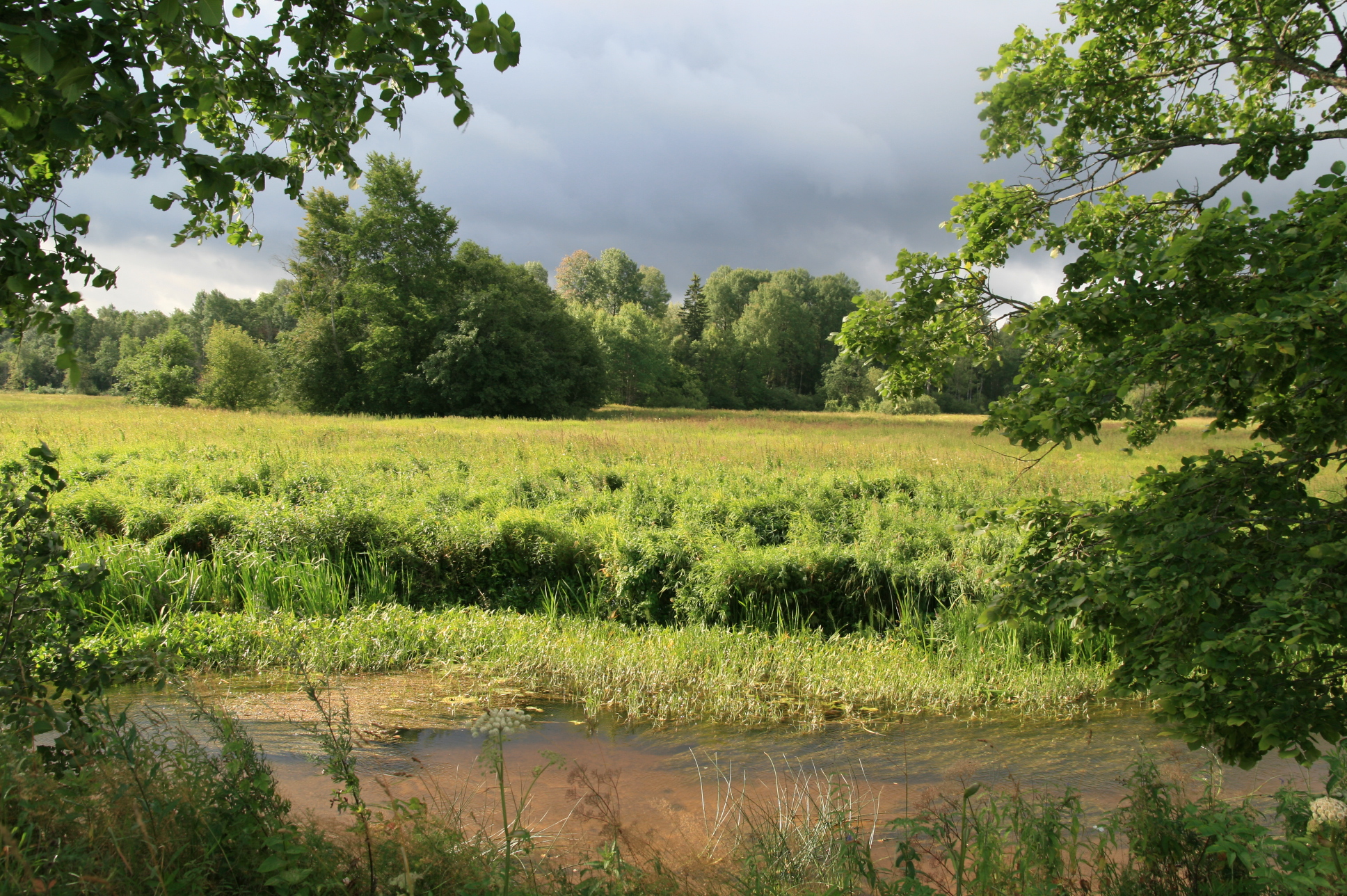
Llanura de inundación del río Pedja cerca de Kirna

Desde 1952 hasta 1992, la Fuerza Aérea Soviética instaló un campo de bombardeo relativamente pequeño en la parte norte de la zona. Los habitantes del pequeño pueblo de Utsali fueron trasladadas a otros emplazamientos para ese propósito. La gran zona de amortiguamiento del campo de bombardeo, que cubre casi la mitad del territorio de la reserva natural actual, garantizó la protección del paisaje natural.
La reserva natural se estableció oficialmente en 1994 con la ayuda del Fondo de Estonia para la Naturaleza. En 1997, se incluyó en la lista Ramsar de humedales de importancia internacional y desde 2004 forma parte de la red Natura 2000 de la Unión Europea.
Actualmente la reserva natural tiene menos de 10 habitantes permanentes, y ninguna carretera atraviesa el área. Antes de la Segunda Guerra Mundial, 120 personas vivían en Palupõhja, un pueblo en la orilla izquierda de Emajõgi; En 2001, tenía cinco.<

## Naturaleza
La Reserva Natural Alam-Pedja cubre gran parte de la cuenca Võrtsjärv, una vasta área de tierras bajas similar a un tazón, que después de la Glaciación Würm fue inundada por las aguas del Lago Big Võrtsjärv. Cuando el lago se formó a principios del Holoceno, el nivel del agua era 4–5 m más alto que hoy. El lago comenzó a retroceder después de 7500  BP, cuando se abrió un flujo de salida hacia el este a través del Valle Emajõgi.
La reserva natural es en gran parte un humedal, que incluye un complejo de cinco grandes pantanos y planicies aluviales de los grandes ríos (Emajõgi, Põltsamaa y Pedja). Los humedales cubren el 82% del territorio de la reserva natural. Los únicos tipos de lagos que se encuentran en la reserva natural son brazos muertos y más de 2000 charcas de pantanos.  Muchas de las praderas inundables se han usado tradicionalmente para la fabricación de heno. Sin embargo, en las últimas décadas, la extensión de las planicies de inundación ha disminuido enormemente, amenazando a las especies asociadas con estos valiosos paisajes seminaturales. La gestión continua de las praderas inundables es uno de los principales objetivos de la reserva natural. 
La mayor parte del bosque en Alam-Pedja es también un bosque  húmedo. Los bosques de hoja ancha aluviales y los bosques antiguos son particularmente valiosos.
Alam-Pedja es el área de reproducción más importante para la agachadiza real en Estonia y los países bálticos. La gran águila manchada es otra de las especies de aves amenazadas que se reproducen en el área.